# Фиджийский фунт
Фиджийский фунт (англ. Fijian pound) — денежная единица британской колонии Фиджи в 1918—1969 годах.
В 1874 году законным платёжным средством объявлен фунт стерлингов. Некоторое время в обращении использовались различные иностранные монеты. Кроме банкнот Банка Англии, обращались выпускавшиеся для Фиджи банкноты частных банков: Банка Новой Зеландии, Банка Нового Южного Уэльса, Банковской и коммерческой компании Фиджи.
В 1914 году был создан Валютный совет Фиджи, получивший исключительное право эмиссии. Выпуск фиджийских банкнот начат в 1918 году. Фиджийский фунт был равен фунту стерлингов, британские монеты продолжали использоваться в обращении.
В 1934 году паритет к фунту стерлингов был отменён, начат выпуск в обращение фиджийских монет, фиджийский фунт объявлен единственным законным платёжным средством.
13 января 1969 года введена новая денежная единица — доллар Фиджи, сменившая фунт в соотношении: 1 фунт = 2 доллара.

## Банкноты и монеты
Выпускались банкноты в 5, 10 шиллингов, 1, 5, 10, 20 фунтов. В 1942 году в связи с нехваткой разменной монеты были выпущены ноты правительства Фиджи в 1 пенни, 1 и 2 шиллинга.
Чеканились монеты в 1⁄2, 1, 3, 6 пенсов, 1 шиллинг, 1 флорин.